# 伊门施泰特
伊门施泰特（德語：Immenstedt）是德国石勒苏益格－荷尔斯泰因州的一个市镇。总面积3.09平方公里，总人口99人，其中男性40人，女性59人（2011年12月31日），人口密度32人/平方公里。